# Damien Le Tallec
Damien Le Tallec (19 april 1990) is een Frans voetballer die uitkomt voor de Oekraïense club Hoverla Oezjhorod, hij is de jongere broer van Anthony Le Tallec.

## Carrière
Toen Le Tallec vijf jaar was begon hij met voetballer bij Le Havre AC na tien jaar waren er vele Ligue 1 ploegen in hem geïnteresseerd, Le Tallec koos voor Stade Rennais. Omdat Le Tallec ondanks goede prestaties in lagere elftallen geen kans kreeg in het eerste elftal verkaste hij Duitsland, naar Dortmund om precies te zijn om te gaan spelen voor Borussia Dortmund. Op 18 oktober 2009 maakte hij in de wedstrijd tegen VfL Bochum hij zijn debuut in de Bundesliga.  Le Tallec speelde tot 2012 voor deze club waar hij vaak uitkwam met het tweede elftal. Via een korte passage bij FC Nantes belandde hij in de zomer van 2012 bij Hoverla Oezjhorod.
1 M. Ilić ·
3 Degenek ·
4 Ivanić ·
5 Spajić  ·
6 Krunić ·
7 Šljivić ·
8 Kanga ·
9 Ndiaye ·
10 Katai ·
14 Olayinka ·
15 Katompa Mvumpa ·
17 Duarte ·
18 Glazer ·
21 Elšnik ·
22 Dálcio ·
23 Rodić ·
24 Djiga ·
25 Leković ·
27 Milson ·
31 Sremčević ·
32 L. Ilić ·
33 Drkušić ·
44 Milosavljević ·
49 Radonjić ·
55 Maksimović ·
66 Seol ·
70 Mimović ·
73 Proetsev ·
77 Guteša ·
91 Jovanović ·
Coach: Milojević
· Assistent-coach: Rendulić